# NGC 258
NGC 258 (ook wel PGC 2829, MCG 4-3-5 of NPM1G +27.0034) is een spiraalvormig sterrenstelsel in het sterrenbeeld Andromeda. 
NGC 258 werd op 22 december 1848 ontdekt door Johnstone Stoney, assistent van de Ierse astronoom William Parsons.